# متحف ليك بلاسيد الأولمبي
 يحتفل متحف بحيرة ليك بلاسيد الأولمبي بذكرى الألعاب الأولمبية الشتوية لعام 1932 والأولمبياد الشتوية لعام 1980 ، والتي كانت مقرها في القرية الأولمبية في بحيرة بلاسيد . وهي واحدة من المتاحف الأولمبية القليلة في الولايات المتحدة  وهي جزء من عمل هيئة التنمية الإقليمية الأولمبية لولاية نيويورك في منطقة بحيرة بلاسيد الأولمبية. ليك بلاسيد هي المدينة الوحيدة في أمريكا الشمالية التي استضافت أولمبياد شتوي منفصل.
يقع المتحف ، الذي افتتحته ولاية نيويورك عام 1994 ،  داخل المركز الأولمبي . ويشمل مجموعتها في «فرام III» مزلقة من دورة الالعاب الاولمبية 1932 التي كانت مفقودة لأكثر من ستين عاما قبل أن يتم التبرع بها للمتحف،  و التزلج على الجليد التي تستخدمها جاك شي في نفس الألعاب،  بالإضافة إلى تذكارات من 1980 Miracle on Ice hockey team. كما استضاف المتحف الشعلة الأولمبية عندما سافر إلى الولايات المتحدة قبل دورة الألعاب الأولمبية لعام 2002 في سولت ليك سيتي . بالإضافة إلى استضافة منتدى فيلم Lake Placid ،  قدمت مجموعة المتحف أيضًا مواد لفيلم Miracle لعام 2004 ، والذي ركز على فريق الهوكي لعام 1980.
حصل المتحف على كأس أولمبياد 2005 ، وهو أحد أقدم الجوائز التي قدمتها اللجنة الأولمبية الدولية ،  التي تعترف بالمؤسسات التي كانت نشطة في خدمة الرياضة ، وساهمت في تطوير الحركة الأولمبية . وقد استفادت وزادت من المؤسسات والبرامج الأولمبية الأخرى الموجودة في وحول بحيرة بلاسيد  والتي تشكل جزءًا من ترويج الحاكم السابق باتاكي لبحيرة بلاسيد كوجهة سياحية . المتحف يجذب ما بين 25،000 و 35،000 زائر كل عام.

## روابط خارجية
- متحف ليك بلاسيد الأولمبي